# После потреса
После потреса је јапанска књига сабраних прича аутора Харукија Муракамија из 1988. године написана између 1999. и 2000. године. Први пут објављен у Јапану 2000. године, објављен је на енглеском као после земљотреса 2002. (преводилац Џеј Рубин напомиње да је Мураками „инсистирао“ да наслов „треба да буде малим словима“). У Србији још увек није преведена књига, док се књига превела на хрватски језик. 

## Позадина
Приче су написане као одговор на земљотрес у Кобеу у Јапану 1995. године, а свака прича је периферно погођена катастрофом. Заједно са његовом књигом Андерграунд, збирком интервјуа и есеја о гасним нападима у Токију 1995. и књигом Хроника птице навијалице, комплексним истраживањем модерне историје Јапана, књига После потреса представља део напора Муракамија да усвоји више сврсисходно истраживање јапанске националне свести.
Приче у књизи понављају мотиве, теме и елементе уобичајене у великом броју Муракамијевих ранијих кратких прича и романа, али такође представљају неке значајне стилске промене. Свих шест прича је испричано у трећем лицу, за разлику од Муракамијевог много познатијег наратива из првог лица установљеног у његовом претходном делу. Осим тога, само једна од прича садржи јасне натприродне елементе, који су присутни у већини Муракамијевих прича. Све приче су смештене у фебруар 1995. године, месец између земљотреса у Кобеу и гасних напада у Токију. Преводилац Џеј Рубин каже о колекцији: „Централни ликови у После потреса живе далеко од физичког разарања, чему сведоче само на телевизији или у новинама, али за сваког од њих масовно уништење које је покренула сама земља постаје преокрет. Приморани су да се суоче са празнином коју су годинама носили у себи."

## Синопсис
- "НЛО у Куширу"

Комура, продавац из раних тридесетих година који живи у Токију, враћа се кући са посла пет дана након земљотреса и открива да га је напустила жена. Она оставља белешку у којој каже да је живот са њим као живот са „комад ваздуха“ и да би друге жене имале среће да буду са њим. Отприлике недељу дана касније узима одсуство у трајању од недељу дана. Пре него што тог дана напусти посао, његов пријатељ Сасаки га пита да ли би желео да крене на путовање у Куширо са плаћеним трошковима да испоручи мали пакет Сасакијевој сестри Кеико; он каже да.
На аеродрому га дочекују Кеико и њена пријатељица Шимао. Након мале забуне у вези с Кеико који мисли да му је жена умрла, а не да га је напустила, одлазе на оброк. Тамо му две жене причају причу о томе како је жена напустила мужа након што је видео НЛО. После њих троје одлазе у љубавни хотел; Кеико познаје власника и каже да може остати тамо током свог путовања. Након што се окупа, открива да је Кеико отишла, остављајући њега и Шимао саме. Пита Шимаа о „причи о медведу“ коју је чуо да су раније помињали; она му прича причу: када је Шимао била у средњој школи, она и њен дечко имали су секс у шуми и непрестано су звонили током секса како би спречили медведе да их нападну. Након што је завршила причу, одлази да се окупа.
Када се она врати у собу, њих двоје покушавају да имају сношај, али Комура није у стању да се посвети, напоменувши раније да се не интересује ни за кога осим за своју жену. Они разговарају уместо тога; он јој каже да га је жена оставила јер је био као "комад ваздуха" и онда је пита шта је било у пакету. Она инсинуира да је пакет био само "комад ваздуха", што га узнемирује. Након што се Шимао извинила због шале, Комура поново лежи и размишља о свом излету у Куширо.
- "Пејзаж са Флатирона"

Јунко, одбегли, и Кеисуке, сурфер и ентузијаста рок музике, деле једно место у малом приморском граду у префектури Ибараки. Једног дана, непосредно пре поноћи, добијају позив од четрдесетогодишњег Мијаке и пита да ли желе да дођу на плажу да заједно запале ломачу; иду да му се придруже.
На плажи причају о бројним стварима, укључујући недавни земљотрес, Мијакеов кансаи дијалект и зашто Мијаке воли да пали ломаче на плажи. Јунко такође размишља о "Запалити ватру", причу Џека Лондона и њеном супротном тумачењу како човек суштински чезне за смрћу. Кеисуке одлази након неколико пића остављајући Јунко и Мииаке саме. Њих двоје затим разговарају о Мијакеовој породици и недавној слици коју је Мијаке завршио, Пејзаж са Флатирона, и њеном загонетном значењу. Док се ватра умирује, причају о сновима и смрти; Мијаке каже да често сања да ужасно умире заробљен у фрижидеру и помиње да је Џек Лондон такође мислио да ће се удавити на смрт па се уместо тога убио морфијумом. Док седе заједно и размишљају о смрти, Јунко тоне у сан.
- „Сва Божја деца могу да плешу“

Јошија иде касно на посао након што се пробуди са мамурлуком. Те вечери, док је прелазио између линија метроа да би стигао кући, угледа човека у средњим педесетим коме недостаје ушна ресица и одлучује да га кришом прати.
Јошија живи са својом мајком, која је недавно била одсутна помажући својој верској групи да пружи помоћ у случају земљотреса. Када је био млад, рекао му је његов „специјални водич“ господин Табата да је његов отац „Господин наш“. Када је у средњој школи сазнаје да му је отац, према речима његове мајке, акушер о коме је она „имала знања“ током средњошколских дана; виђала се са овим човеком јер јој је био потребан савет у вези са абортусом и контрацепцијом. Тај човек је био непоколебљив у томе да Јошија није његово дете и имао је несрећу у детињству у којој му је пас одгризао једну ушну ресицу.
Човек кога Јошија прати излази на станици у префектури Чиба и хвата такси; Јошија може да узме такси да прати човека. Човек излази на удаљену локацију пуну зидова и бодљикаве жице и одлази; Јошија га прати. Након што прођу депонију, завршавају на бејзбол терену и човек нестаје. Након што је прегледао стадион, наставља да игра, осећајући се као да га Бог испитује. Током овог плеса он мисли на неколико ствари: своју мајку и њен живот; како је одбио да ожени своју девојку на колеџу јер је рекао да се син Божји не може оженити; како је пре него што је господин Табата умро пре неколико година, признао да жуди за Јошијином мајком упркос томе што је ожењен и има децу. У том тренутку, Јошија је желео да призна господину Табати да гаји инцестуозна осећања према својој мајци, али је одлучио да се суздржи из поштовања према свом водичу. Након што је завршио плес, клечи на брежуљку бацача и осећа како ветар игра око њега и гласно каже: "О Боже."
- "Тајланд"

Сатсуки, доктор за штитну жлезду, путује у Бангкок на Светску конференцију о штитној жлезди. На њеном лету, стјуардеса пита да ли је неко доктор; она размишља о разлозима да не одговори, али на крају то и чини. Након завршетка конференције, одлази на једнонедељну екскурзију у хотел у планинама. Возач Нимит је покупио Мерцедес лимузином. Она разговара са Нимитом о џезу и земљотресу; говоре и о њеном бившем мужу који ју је напустио јер је рекао да не жели да има децу.
Нимит јој помаже да пронађе базен даље од хотела и вози је тамо сваки дан пет дана; обезбеђује јој и ручак. Једног последњег одласка на базен, он је замоли за сат времена и она прихвата. Одводи је у сиромашно село да види гатару. Она каже Сатсуки да је у себи имала бели камен величине дечије шаке; да би се ослободила, она ће имати сан у коме ће морати да држи змију док она за њу не прогута камен.
Пре него што се врати кући, даје Нимиту поклон од 100 долара и пита га да ли жели да попије кафу; он се слаже. Док пију у кафићу, она почиње да прича причу о свом оцу, али је Нимит прекида и говори јој да прво сања. Затим прича причу о њеном бившем послодавцу, норвешком трговцу драгуљем из Лапоније; Сатсуки се пита да ли су били љубавници. Затим прича о томе како се поларни медведи паре једном годишње и како мужјаци после беже и обоје се питају о егзистенцијалном значењу приче. Док авион полеће, Сатсуки размишља о неком драгом џез комаду док заспи.
- "Супер-жаба спашава Токио"

Неколико дана након земљотреса, жаба висока шест стопа чека Катагирија да се врати са посла. Жаба каже Катагири да ће спасити Токио од земљотреса и потребна му је помоћ. Катагири сазнаје да може да помогне тако што ће навијати за Жабу док се бори са Црвом под Токијском безбедносном банком, Катагиријевим радним местом. Да би доказао своју лојалност Катагирију, Жаба за њега решава банковни случај; након овога, Катагири пристаје да помогне Жаби. Планирају да се састану 17. фебруара (дан пре него што ће Црв изазвати земљотрес) испод обале, али тог дана, када се Катагири враћа на обалу из својих обилазака, он је рањен. 
Катагири се следећег јутра буди у болници; он пита медицинску сестру да ли је упуцан и да ли је било земљотреса, а она каже да се није десило ни једно ни друго. Те ноћи, Жаба га посећује да му каже да је успео у својој бици, али да је битка била нерешена. После тога, жабље коже пуцају и створења попут буба почињу да једу Катагири живог; буди се и сазнаје да је то ужасан сан. Он говори медицинској сестри о Жабином успеху пре него што поново заспи.
- "Пита од меда"

Јунпеи прича младом Сали причу о Масакичију, антропоморфном медведу који продаје мед. Она каже да би Масакичи требало да прода пите од меда како би повећао свој профит и Јунпеи се слаже. Након што она заспи, он у кухињи разговара са Салином мајком Сајоко о одвођењу девојчице у зоолошки врт Уено. Она пристаје и каже му да позове и Салиног оца Такацукија.
Јунпеи је одрастао у Нишиномији и након што је завршио средњу школу, отишао је да студира књижевност на Универзитету Васеда. Током свог првог семестра тамо, упознаје Такацукија и Сајоко; њих троје постају блиски пријатељи. Не желећи да уништи њихово пријатељство, он потискује своја осећања према Сајоко. Неколико месеци касније, сазнаје да је Такатсуки позвао Сајоко да изађе. Није сигуран како да се осећа, али не гаји никакво непријатељство према Такацукију; међутим, престаје да се појављује на часу. Забринута, Сајоко се појављује код њега да га провери и убеђује га да се врати у школу. Након дипломирања, Јунпеи налази утеху у писању кратких прича и подношењу истих за објављивање. Његови родитељи такође откривају да их је лагао о студирању бизниса и одричу га се; ипак његова књижевна каријера обећава. Сајоко студира књижевност на постдипломским студијама, а Такацуки постаје новинар. Сајоко остаје трудна са Сали убрзо након што напуни тридесету и непосредно пре него што се Сали роди, Такацуки открива да зна да Сајоко воли Јунпеија више него што га воли када су били у школи; ипак, признаје да је она „највећа жена на свету“.
Након Салиног другог рођендана, Јунпеи сазнаје да је Такацуки преварио Сајоко са сарадницом, афера која је почела пре него што је Сала рођена; два месеца касниеј се разводе. Јунпеи испуњава празнину и Такацуки му је на крају рекао да треба да се ожени са Сајоко; Јунпеи није сигуран да ли је то исправна ствар. Две године касније, земљотрес се дешава док је Јунпеи био у Барселони, али се враћа у Токио што је пре могуће; он, међутим, не допире до својих родитеља који живе у близини Кобеа.
Такацуки није у могућности да се придружи њих троје на њиховом путу у зоолошки врт јер је у последњем тренутку обезбедио интервју на Окинави. Ипак, њих троје одлазе и када Сали угледа медведа, Јунпеи јој прича причу о томе како је Тонкичи, Масакичијев пријатељ, тај који лови лососа. Тонкичи је ухваћен у замку и то је разлог што је у зоолошком врту, а не у дивљини. Током вечере те вечери, Сали тражи од своје мајке да изведе трик са грудњаком у којем она једном руком скида грудњак и поново га ставља; Сајоко одбија, али када Сали каже да ће заспати ако то уради, Сајоко то ради и поставља нови временски рекорд. Након што Сали заспи, она признаје Јунпеи да га није поново обукла. Затим настављају да имају сношај на каучу у дневној соби, а Јунпеи непрестано задржава ејакулацију, не желећи да се тренутак заврши. Међутим, пре него што заврше, прекида их Сали која се изненада пробуди и каже да је сањала ружан сан, Сајоко наставља да је теши. Те ноћи, док Сајоко и Сали спавају заједно у истом кревету, Јунпеи пази на њих и одлучује да ће замолити Сајоко да се уда за њега када се она пробуди.

## Адаптација
БиБиСијев Радио 3 емитовао је драматизовану адаптацију филма После земљотреса 16. септембра 2007. године. Појединачна 88-минутна епизода покривала је четири од шест прича из књиге: НЛО у Куширу на Тајланду, Супер-жаба спашава Токио и Медена пита.
Супер-жаба спашава Токио и Медена пита су прилагођени за позориште и режирао их је Франк Галати. Под називом После земљотреса, представа је први пут изведена у Чикагу 2007. године. 
Играни филм о причи Сва Божја деца могу да плешу објављен је 2007. године.